# 孙立凯
孙立凯（1960年10月—），黑龙江明水人，中华人民共和国政治人物。
早年供职于齐齐哈尔市电车公司。2007年，担任齐齐哈尔市建设局局长。2009年，升任齐齐哈尔市委副秘书长。2012年，担任齐齐哈尔市政协副主席，市住房和城乡建设局局长。2015年，因涉嫌严重违纪违法，被调查。